# Jefim Ignatjevič Čaplic
Jefim Ignatjevič Čaplic (rusko Ефим Игнатьевич Чаплиц), ruski general poljskega rodu, * 1768, † 1825.
Bil je eden izmed pomembnejših generalov, ki so se borili med Napoleonovo invazijo na Rusijo; posledično je bil njegov portret dodan v Vojaško galerijo Zimskega dvorca.

## Življenje
Vojaško kariero je sprva začel v poljski vojski, nato pa je bil 15. oktobra 1783 sprejet v rusko vojsko s činom drugega majorja. Leta 1788 je bil premeščen v Potemkinov štab.
Leta 1792 je bil povišan v podpolkovnika in premeščen v Smolenski dragonski polk; med poljsko vstajo leta 1794 je bil poslan kot pogojalec, a so ga Poljaki zajeli in je ostal v vojnem ujetništvu vse do zatrtja vstaje.
Leta 1786 se je bojeval proti perzijskim enotam; 18. julija 1796 je bil povišan v polkovnika. Kmalu po ustoličenju carja Pavla I. je bil Čaplic 27. februarja 1798 odstranjen iz vojaške službe. Po ustoličenju Aleksandra I. pa so ga 15. marca 1801 aktivirali in ga povišali v generalmajorja.
Sodeloval je v vojni leta 1805. 23. julija 1806 je postal poveljnik Pavlogradskega polka in 23. oktobra istega leta je postal brigadni poveljnik; pozneje je bil dva tednu tudi poveljnik Königsberga.
Med oktobrom 1809 in julijem 1810 je bil poveljnik 7. divizije; novembra 1810 pa je bil imenovan za poveljnik rezervnega konjeniškega korpusa. Februarja 1811 je bil imenovan za poveljnika 4. konjeniške divizije in maja 1811 za poveljnika 8. konjeniške divizije.
Leta 1813 je bil imenovan za poveljnika celotne konjenice poljskih enot in 6. aprila naslednje leto je postal poveljnik 3. skupine poljske vojske. Leta 1817 je postal poveljnik 3. huzarske divizije, ki je bila posledično preštevilčena v 2. huzarsko divizijo; slednji je poveljeval do 15. februarja 1823.